# Nicole Gueden
Pour les articles homonymes, voir Gueden.
Nicole Gueden, née le 12 juillet 1935 à Paris, est une actrice française.
Elle est la veuve du comédien Guy Saint-Jean, avec lequel elle avait tourné dans quelques films d'Alain Jessua. Son rôle le plus mémorable fut celui d'Héloïse Tison dans Le Chevalier de Maison-Rouge de Claude Barma (1963). En 1966, elle a tenu le rôle de Florine dans l'adaptation télévisée du roman d'Honoré de Balzac par Maurice Cazeneuve : Illusions perdues .

## Filmographie

### Télévision
- 1962 : Le Temps des copains de Robert Guez : Maïté Clairmane (ép. 103, 109)
- 1963 : Le Chevalier de Maison Rouge de Claude Barma : Héloïse Tison
- 1963 : Madame Sans Gêne : Julie
- 1964 : Thierry la Fronde, épisode: l'enfant d'Edouard (saison 2) : Aude de Vissant
- 1966 : Illusions perdues de Maurice Cazeneuve : Florine
- 1967 : La Princesse du rail de Henri Spade : Clarisse
- 1970 : Les Enquêtes du commissaire Maigret de Claude Barma, épisode : Maigret et son mort : Irma (créditée Nicole Guesden)
- 1971 : La Brigade des maléfices de Claude Guillemot et Claude-Jean Philippe, épisode : Le Fantôme des HLM
- 1972 : Les Chemins de fer de Daniel Georgeot
- 1972 : Les Dossiers de Maître Robineau, épisode Main basse sur la campagne de Jean-Claude de Nesles
- 1974 : À dossiers ouverts (épisode : L'Intrus), de Claude Boissol : Mme Le Trez
- 1979 : Par-devant notaire segment Succession veuve Bernier : Monique
- 2007 : Sous le Soleil : Edith Bosquet
- 2015 : Camping Paradis : Jeanne Teissier
- 2016 : Meurtres à l'île de Ré : Solange Martineau
- 2016 : Joséphine, ange gardien, épisode La parenthèse enchantée : Clémence
- 2016 : Le Mari de mon mari : Lydie, la dame voulant célébrer son troisième mariage
- 2019 : Demain nous appartient : Madeleine Berthier (épisodes 395 à 400 et 484)

### Cinéma
- 1956 : La mariée est trop belle : Juliette
- 1961 : Ce soir ou jamais
- 1964 : Relaxe-toi chérie : La dactylo
- 1964 : La vie à l'envers : Nicole
- 1971 : Mais ne nous délivrez pas du mal
- 1973 : Traitement de choc : la patronne du café
- 1982 : Paradis pour tous
- 1989 : La Révolution Française : Madame Desmoulins
- 1992 : 588 rue Paradis
- 2004 : People Jet-set 2 :  Marie-Chantal de Bellencourt
- 2014 : La Mante religieuse : Madame Marguerite
- 2017 : Les Grands Esprits : La mère de François
- 2019 : Joyeuse retraite ! : La cliente d'Arnaud

## Théâtre
- 1959 : La Mort de Danton de Georg Büchner, mise en scène Jean Vilar, TNP théâtre national de Chaillot
- 1959 : Les Précieuses ridicules de Molière, mise en scène Yves Gasc, TNP théâtre national de Chaillot
- 1961 : L'Alcade de Zalamea de Pedro Calderón de la Barca, mise en scène Georges Riquier et Jean Vilar, TNP Festival d'Avignon
- 1961 : La Paix d'après Aristophane, mise en scène Jean Vilar, TNP théâtre national de Chaillot
- 1962 : Bichon de Jean de Létraz, mise en scène Jean Meyer, théâtre Édouard VII
- 1963 : Le Don d'Adèle de Pierre Barillet et Jean-Pierre Grédy, mise en scène Jacques Charon, théâtre de l'Ambigu
- 1966 : Mêlées et démêlées d'Eugène Ionesco, mise en scène Georges Vitaly, théâtre La Bruyère
- 1967 : Le Cavalier seul de Jacques Audiberti, mise en scène Jacques Rosny, théâtre La Bruyère
- 1969 : S.O.S. Homme seul de Jacques Vilfrid, mise en scène Michel Vocoret, théâtre des Nouveautés
- 1973 : Le Misanthrope de Molière, mise en scène Jean Négroni, Maison des arts et de la culture de Créteil
- 1990-1995 : Le Clan des veuves de Ginette Garcin, mise en scène François Guérin, théâtre Fontaine
- 1999 : Comédie privée de Neil Simon, mise en scène Adrian Brine, théâtre du Gymnase Marie Bell
- 2002 : Impair et Père de Ray Cooney, mise en scène Jean-Luc Moreau, théâtre de la Michodière
- 2005 : Folles de son corps de Gérard Moulévrier, mise en scène Alain Sachs,   théâtre des Bouffes-Parisiens